# Província de Conca
Conca (en castellà, Cuenca) és una província espanyola que forma part de la comunitat autònoma de Castella - la Manxa, en la seua part oriental. Limita al sud amb les províncies d'Albacete i Ciudad Real, al nord amb la província de Guadalajara i Terol (Aragó), a l'est amb la província de València, a l'oest amb la província de Toledo i la Comunitat de Madrid. L'any 2020 hi vivien 196.139 persones, en una superfície de 17.061 km² repartida entre 238 municipis, dels quals una quarta part de la població viu a la capital.

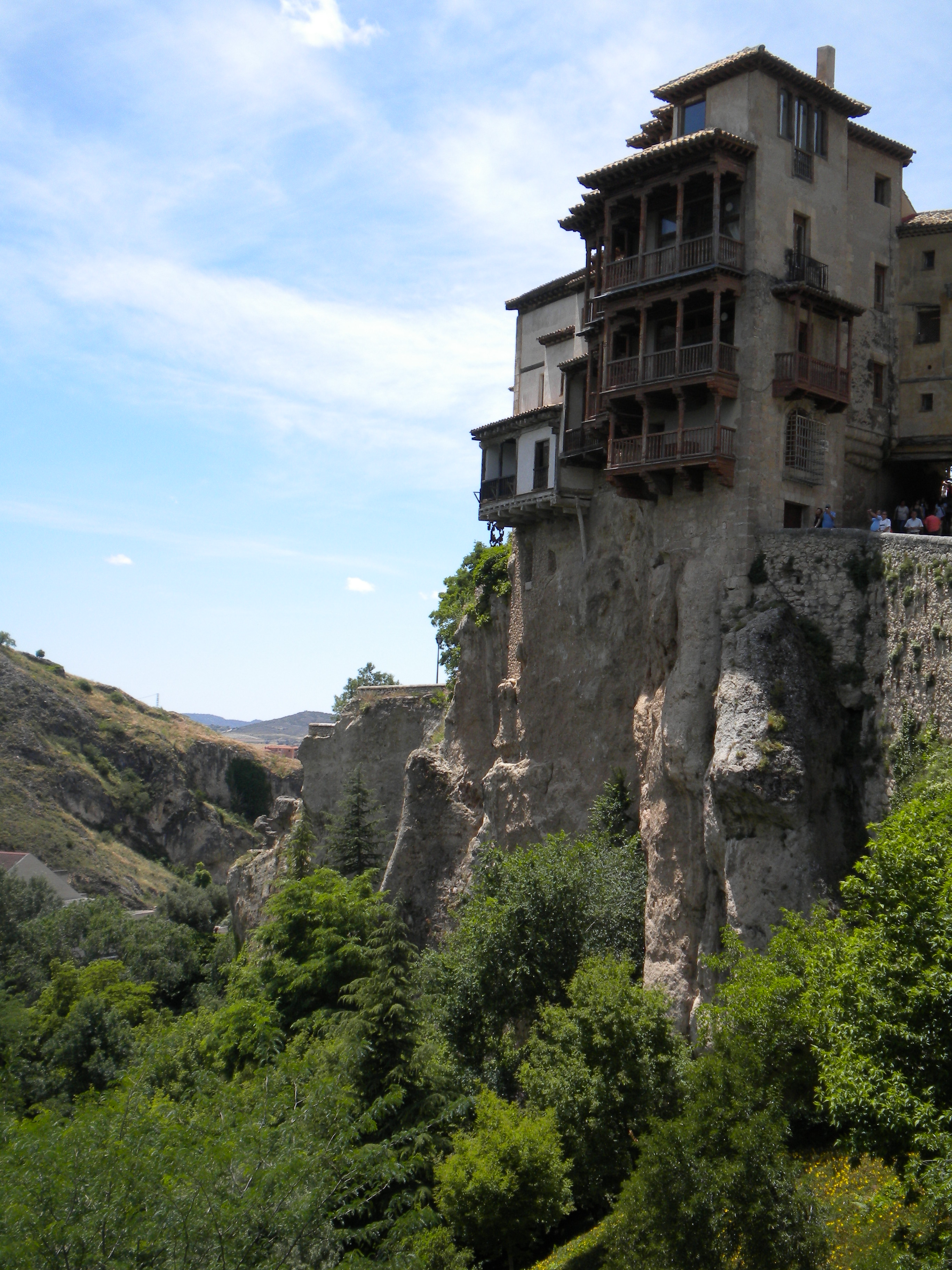
Les Cases Penjades de la ciutat de Conca.

## Comarques
Les comarques de Conca són les següents:
- L'Alcàrria
- La Manxa
- La Manchuela
- Serranía de Cuenca